# 兵工廠

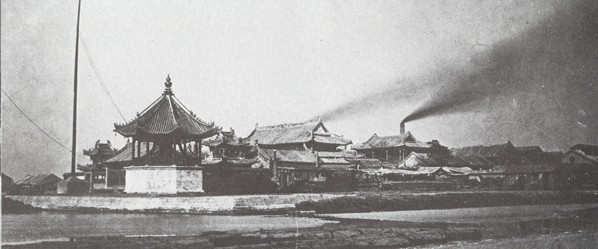
海光寺和天津机器制造局西局子全景

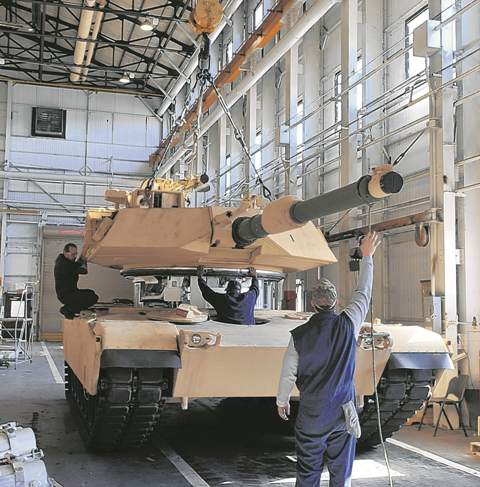
戰車廠

兵工廠（或稱武器庫、軍火庫）是指私人或公有的任何組合製造，維修，儲藏武器和彈藥的地方。 Arsenal及 armoury（英國英語）或armory（美國英語）大多被視為同義詞，儘管存在細微的使用差異。
Armory（武器库）：通常用于描述一个较小的地方，比如一个军营、警察局或者一个建筑物，专门用来存放武器、弹药和其他军事装备。它可能是在局部地区为特定部队或单位服务的设施。
Arsenal（军火库）：这个词通常用于描述更大、更重要的军事设施，例如国家级别的军工厂或者军火库。它可能是生产、存储和分发各种类型的武器和装备的地方，通常用于支持整个国家的军事需求。
分兵庫 (sub-armory)是臨時儲存或攜帶武器和彈藥的地方，例如任何只在當天某些時間開放的臨時哨所或巡邏車。

## 資料來源
1. ↑  Soanes, Catherine and Stevenson, Angus (ed.) (2005). Oxford Dictionary of English, 2nd Ed., revised, Oxford University Press, Oxford, New York, p. 85. ISBN 978-0-19-861057-1.
2. ↑  The English barrister and heraldist Arthur Charles Fox-Davies meant that the spelling without a u was never used for weapons but only used for armory in the meaning of the science of coats of arms, which is a part of heraldry, in his book The Art of Heraldry: An Encyclopædia of Armory (1904), p. 1
3. ↑  , Idaho Department of Correction: 2, 2010  [2014-06-12], （原始内容存档于2016-12-24）